# Gino Marturano
Gino Marturano (Taranto, 8 febbraio 1931 – Roma, 12 novembre 2004) è stato un attore italiano.

## Biografia
Gino Marturano è stato talvolta accreditato come Luigi Marturano, Jean Mart, Jean Martin e Luigi Martuano.
Attivo nel cinema per oltre un trentennio,  ha preso parte a film quali ...4..3..2..1...morte di Primo Zeglio (1967), Le tigri di Mompracem di Mario Sequi (1970) e L'anno del terrore di John Frankenheimer (1991)

## Filmografia

### Cinema
- Gli anni che non ritornano (La meilleure part), regia di Yves Allégret (1955)
- I Reali di Francia, regia di Mario Costa (1959)
- La dolce vita, regia di Federico Fellini (1960)
- La Venere dei pirati, regia di Mario Costa (1960)
- Costantino il Grande, regia di Lionello De Felice (1961)
- Goliath contro i giganti, regia di Guido Malatesta (1961)
- Nefertite, regina del Nilo, regia di Fernando Cerchio (1961)
- Gordon, il pirata nero, regia di Mario Costa (1961)
- Duello nella Sila, regia di Umberto Lenzi (1962)
- L'invincibile cavaliere mascherato, regia di Umberto Lenzi (1963)
- Sandokan, la tigre di Mompracem, regia di Umberto Lenzi (1963)
- Vino, whisky e acqua salata, regia di Mario Amendola (1963)
- Zorikan lo sterminatore, regia di Roberto Mauri (1964)
- Sansone e il tesoro degli Incas, regia di Piero Pierotti (1964)
- La vendetta dei gladiatori, regia di Luigi Capuano (1964)
- La meravigliosa Angelica (Angélique et le Roy), regia di Bernard Borderie (1965)
- Un dollaro bucato, regia di Giorgio Ferroni (1965)
- Adiós gringo, regia di Giorgio Stegani (1965)
- Degueyo, regia di Giuseppe Vari (1966)
- 7 dollari sul rosso, regia di Alberto Cardone (1966)
- Per pochi dollari ancora, regia di Giorgio Ferroni (1966)
- Il Santo prende la mira, regia di Christian-Jaque (1966)
- 1000 dollari sul nero, regia di Alberto Cardone (1966)
- Wanted, regia di Giorgio Ferroni (1967)
- ...4..3..2..1...morte, regia di Primo Zeglio (1967)
- Il marchio di Kriminal, regia di Fernando Cerchio (1967)
- Il pistolero segnato da Dio, regia di Giorgio Ferroni (1968)
- Un minuto per pregare, un istante per morire, regia di Franco Giraldi (1968)
- Un buco in fronte, regia di Giuseppe Vari (1968)
- I quattro dell'Ave Maria, regia di Giuseppe Colizzi (1968)
- Sette baschi rossi, regia di Mario Siciliano (1969)
- Kidnapping! Paga o uccidiamo tuo figlio, regia di Alberto Cardone (1969)
- Ehi amico... c'è Sabata. Hai chiuso!, regia di Gianfranco Parolini (1969)
- I vigliacchi non pregano, regia di Mario Siciliano (1969)
- Angeli senza paradiso, regia di Ettore Maria Fizzarotti (1970)
- Le tigri di Mompracem, regia di Mario Sequi (1970)
- ...E alla fine lo chiamarono Jerusalem l'implacabile (Padella calibro 38), regia di Antonio Secchi (1972)
- Jesse & Lester - Due fratelli in un posto chiamato Trinità, regia di Renzo Genta, Richard Harrison (1972)
- Roma rivuole Cesare, regia di Miklós Jancsó (1974)
- Chi sei?, regia di Ovidio G. Assonitis, Robert Barrett (1974)
- Vizi privati, pubbliche virtù, regia di Miklós Jancsó (1976)
- Milano violenta, regia di Mario Caiano (1976)
- Kleinhoff Hotel, regia di Carlo Lizzani (1977)
- S.H.E. - La volpe, il lupo, l'oca selvaggia, regia di Robert Michael Lewis (1980)
- Assisi Underground, regia di Alexander Ramati (1985)
- Il lupo di mare, regia di Maurizio Lucidi (1987)
- Palla al centro, regia di Federico Moccia (1987)
- L'anno del terrore (Year of the Gun), regia di John Frankenheimer (1991)

### Televisione
- Le secret des Flamands, regia di Robert Valey - miniserie TV (1974)
- Il conte di Montecristo (The Count of Monte-Cristo), regia di David Greene - film TV (1975)
- Il ricatto - miniserie TV (1989)
- La scalata, regia di Vittorio Sindoni - miniserie TV (1993)